# För in de döda
För in de döda är en historisk roman av Hilary Mantel. Boken är den andra delen i en trilogi som handlar om Thomas Cromwell. Den belönades 2012 med Bookerpriset.

## Publicering
För in de döda publicerades av Weyler förlag i maj 2014. Den är översatt till svenska av Jesper Högström.